# Junkers Ju 90
Junkers Ju 90 je bilo štirimotorno propelersko potniško/transportno letalo, ki so ga razvili malo pred 2. svetovno vojno. Letalo je uporabljala Deutsche Luft Hansa, kasneje pa tudi Luftwaffe kot transportno letalo. Zasnovan je na podlagi preklicanega bombnika Ju 89. 
Ju 90 je imel kapaciteto 40 potnikov in dolet okrog 1250 kilometrov. Potovalna hitrost je bila 320 km/h.

## Specifikacije (Ju 90A1 oz. Ju 90 Z2)
Splošne karakteristike
- Posadka: 4
- Število sedežev: 38-40 potnikov
- Dolžina: 26,30 m (86 ft 3,5 in)
- Razpon kril: 35,02 m (114 ft 10 in)
- Višina: 7,5 m (24 ft 7 in)
- Površina kril: 184 m² (1980 ft²)
- Teža praznega letala: 19225 kg (42391 lb)
- Naložena teža: 33680 kg (74264 lb)
- Pogon letala: 4 ×  zvezdasti motorji BMW 132 H-1, 610 kW (820 KM)  vsak

 Zmogljivost 
- Maks. hitrost: 350 km/h (217 mph)
- Potovalna hitrost: 320 km/h (200 mph)
- Doseg: 1247 km (774 milj)
- Višina leta: 5750 m (18860 ft)